# Onthophagus echinus
Onthophagus echinus là một loài bọ cánh cứng trong họ Bọ hung (Scarabaeidae).